# Ahmad Saleh

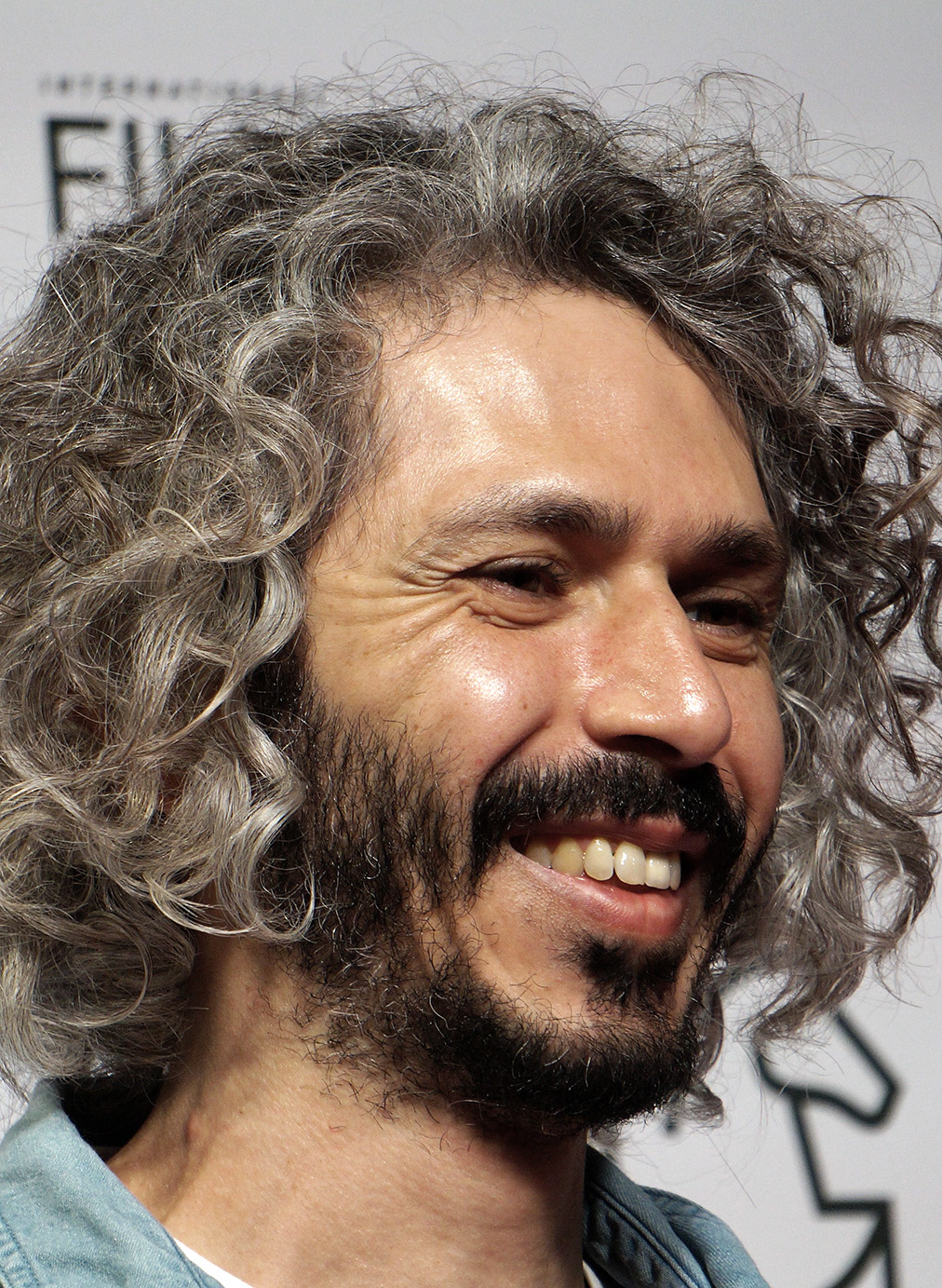
Ahmad Saleh bei der Vorstellung seines Kurzfilms Night beim Film Fest Gent im Oktober 2021

Ahmad Saleh (arabisch أحمد صالح, DMG Aḥmad Ṣāliḥ; * 1980 in Khobar) ist ein saudischer Filmregisseur, Drehbuchautor und Studenten-Oscar-Gewinner palästinensischer Abstammung.

## Leben
Ahmad Saleh wurde 1980 in Khobar in Saudi-Arabien geboren. Er ist palästinensischer Abstammung. Von 1998 bis 2003 lebte er in Palästina, bevor er nach Deutschland zog, um Digitale Medien an der Hochschule für Künste Bremen (HFK) zu studieren. Er begann mit dem Schreiben von Kurzgeschichten, bevor er seine Leidenschaft für das Filmemachen entdeckte. Sein Kurzfilmdebüt House von 2012 wurde für den Deutschen Kurzfilmpreis nominiert.
Nach seinem Abschluss in Bremen und zweijähriger Arbeit als Art Director begann er im Wintersemester 2013/14 sein Postgraduiertenstudium an der Kunsthochschule für Medien Köln mit Schwerpunkt Animation. Für seinen Abschlussfilm an der Kunsthochschule für Medien Köln, den Kurzfilm Ayny, wurde Saleh bei den Student Academy Awards 2016 für den besten ausländischen Animationsfilm ausgezeichnet. Sein Kurzfilm Night feierte im August 2021 beim Locarno Film Festival seine Weltpremiere.

## Filmografie
- 2011: House (Kurzfilm, Regie und Drehbuch)
- 2016: Ayny (Kurzdokumentarfilm, Regie und Drehbuch)
- 2016: Maa Baa (Kurzfilm, Regie und Drehbuch)
- 2016: Circle (Kurzfilm, Drehbuch)
- 2021: Night (Kurzfilm, Regie und Drehbuch)

## Auszeichnungen
El Gouna Film Festival
- 2021: Nominierung für den Golden Star im Kurzfilmwettbewerb (Night)

Internationales Filmfestival „Goldene Aprikose“
- 2022: Lobende Erwähnung (Night)[4]

Kurzfilmfestival Köln
- 2017: Auszeichnung mit dem Publikumspreis (Ayny)

Student Academy Award
- 2016: Auszeichnung als Bester ausländischer Animationsfilm (Ayny)